# Misumenops callinurus
Misumenops callinurus là một loài nhện trong họ Thomisidae.
Loài này thuộc chi Misumenops. Misumenops callinurus được Cândido Firmino de Mello-Leitão miêu tả năm 1929.